# Karl Ebert (Politiker, 1899)
Karl Ebert (* 29. April 1899 in Bremen; † 21. September 1975 in Heidelberg) war ein deutscher Politiker (SPD).

## Leben
Karl Ebert wurde als viertes von fünf Kindern des Sattlers und späteren sozialdemokratischen Reichspräsidenten Friedrich Ebert und seiner Frau Louise Ebert geboren. Sein älterer Bruder war der spätere DDR-Politiker Friedrich Ebert junior und seine zwei anderen Brüder sind im Ersten Weltkrieg gefallen.  Nach dem Besuch der Volksschule absolvierte er von 1913 bis 1917 eine Optikerlehre. Er arbeitete im Anschluss in seinem erlernten Beruf und bestand 1921 die Prüfung als Optikermeister. 1917 trat er in die SPD ein. Nach der Machtübernahme der Nationalsozialisten wurde er aus politischen Gründen aus seiner Anstellung entlassen und mehrfach inhaftiert. Die folgenden Jahre verbrachte er in Arbeitslosigkeit. Später nahm er als Soldat am Zweiten Weltkrieg teil, in welchem er eine Verwundung erlitt.
Nach dem Kriegsende trat Ebert als Amtmann in den Dienst der Stadt Heidelberg ein. Er wurde im Dezember 1945 Leiter des Besatzungsamtes, wechselte dann zum Straßenverkehrsamt und übernahm dort im November 1946 auch die Leitung. Seit September 1949 war er Leiter des Einwohnermelde- und Passamtes, seit Juni 1956 Leiter des Leihamtes. 1962 wurde er zum Gemeinderichter berufen. 1967 erfolgte sein Eintritt in den Ruhestand.
Für die SPD war Ebert von 1946 bis 1952 Abgeordneter des Landtages von Württemberg-Baden und von 1952 bis 1964 Mitglied der Verfassunggebenden Landesversammlung (1952–53) sowie Abgeordneter des Landtages von Baden-Württemberg (1953–1964).

## Ehrungen
- Bürgermedaille der Stadt Heidelberg, 1973